# Thạnh Mỹ Tây (xã)
Thạnh Mỹ Tây là một xã thuộc tỉnh An Giang, Việt Nam.

## Địa lý

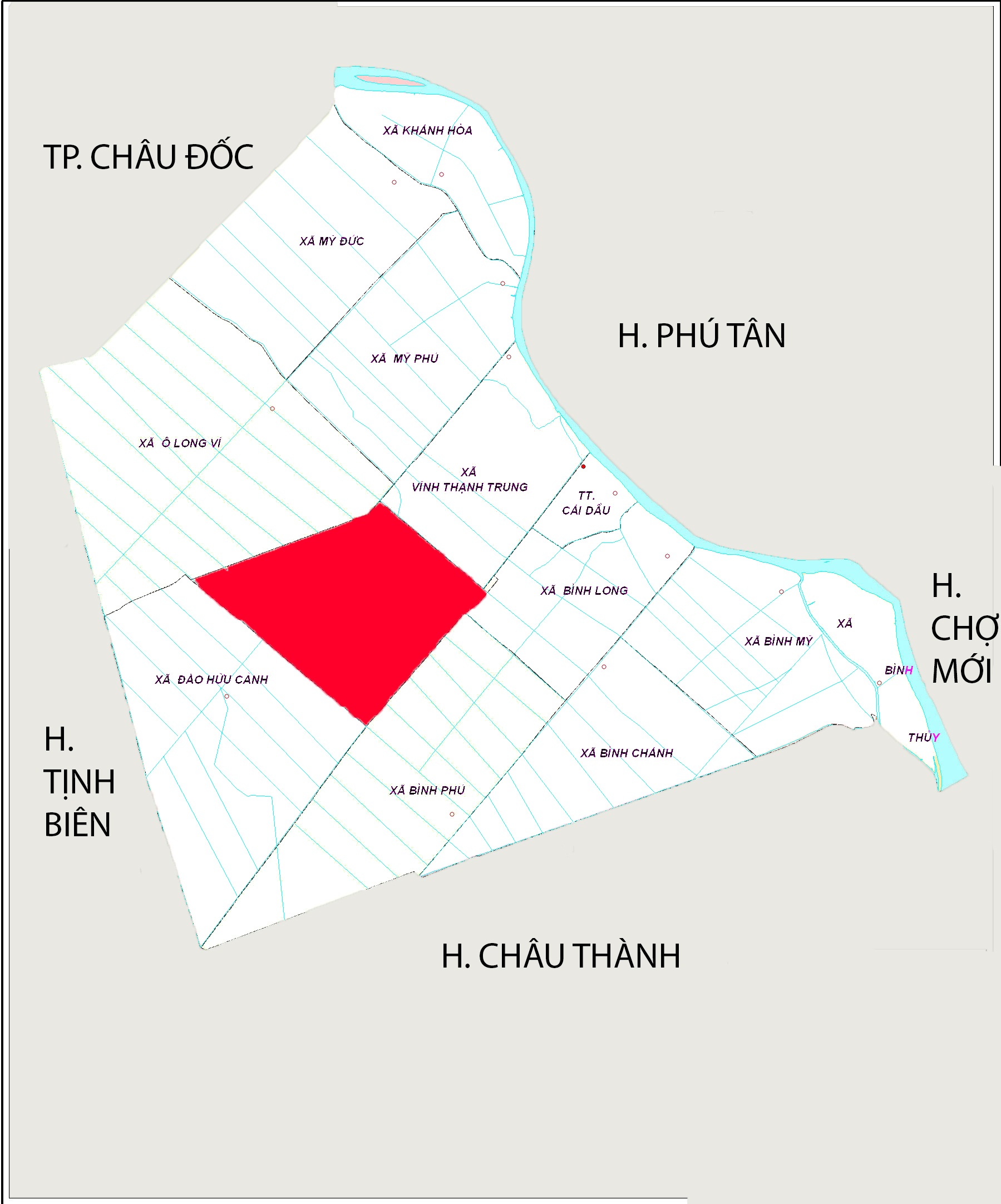
Vị trí xã Thạnh Mỹ Tây trên bản đồ huyện Châu Phú, An Giang

Xã Thạnh Mỹ Tây nằm ở phía tây huyện Châu Phú, có vị trí địa lý: 
- Phía đông giáp thị trấn Vĩnh Thạnh Trung và xã Bình Long
- Phía tây giáp xã Đào Hữu Cảnh
- Phía nam giáp xã Đào Hữu Cảnh và xã Bình Phú
- Phía bắc giáp xã Ô Long Vĩ.

Xã Thạnh Mỹ Tây có diện tích 35,73 km², dân số năm 2019 là 17.371 người, mật độ dân số đạt 486 người/km².
Diện tích đất tự nhiên 3.565 ha, trong đó diện tích đất nông nghiệp 3.214 ha. Dân số có 5.115 hộ với tổng số nhân khẩu 23.077 người.

## Hành chính
Xã Thạnh Mỹ Tây được chia thành 8 ấp: Thạnh Hòa, Mỹ Bình, Tây An, Long Châu, Bờ Dâu, Ba Xưa, Cầu Dây, Thạnh Phú.